# 天童市立図書館
天童市立図書館（てんどうしりつとしょかん）は、山形県天童市にある公共図書館である。

## 沿革
1973年（昭和48年）3月23日に条例を制定し、前年の市役所庁舎の新築移転によって空き家となった旧東村山郡役所の一部を利用して図書館を設置、1973年6月13日に開館した。遠隔地での図書館サービスは山形県立図書館の自動車文庫やまなみ号を利用して行なわれた。1981年12月には、自動車文庫まいづる号が導入され、遠隔地サービスに貢献した。
しかし、図書館の立地が悪いこと、駐車場の狭さ、建物の古さなどから利用者数が減少していった。1983年（昭和58年）7月1日、現在地に新築移転された。

## 建物
鉄筋コンクリート造の2階建てであり、屋根は大屋根を採用している。一階は利用者が利用する開架書架や新聞・雑誌の別置コーナー、児童書コーナーなどに、二階は機械室と閉架書庫になっている。バリアフリーのため、段差はない。日本図書館協会建築賞受賞。

## サービス
小学校や公民館に月1回から2回巡回する移動図書館「まいづる号」のサービスや、中学生と高校生を対象にしたTeen's Bookという読書サービスやイベントを行っている。
貸出サービスは、利用者カードをもっている人を対象に行なっている。利用者カードは、天童市に在住・在勤・在学する、小学生以上の人を対象に交付されており、未就学児が取得することはできない。貸出点数とその日数は、図書資料が10冊・2週間、視聴覚資料が4ケース・1週間と定められている。あらかじめ手続きをしておくことで、自動貸出機が利用できる。

### 開館時間と休館日
開館時間は冬季とそれ以外の季節で異なった時間が採用されている。
- 開館時間
  - 4月 - 10月: 午前9時 - 午後7時
  - 11月 - 3月: 午前9時 - 午後6時
- 休館日
  - 第3火曜日（ただし祝日にあたるときは翌日以降の休日でない最初の日）
  - 年末年始（12月29日 - 1月3日）
  - 特別整理休館日

## 立地
JR奥羽本線天童駅から徒歩約15分、車で約5分の位置に立地している。天童市美術館に隣接しているほか、市役所や天童市民文化会館が付近に存在する。